# Quận King, Washington
Quận King là một quận thuộc tiểu bang Washington, Hoa Kỳ.
Quận này được đặt tên theo William Rufus King. Theo điều tra dân số của Cục điều tra dân số Hoa Kỳ năm 2000, quận có dân số 1.737.034 người, dân số năm 2009 là 1.916.441 người.. Tính theo dân số đây là quận đông dân thứ 11 trong các quận của Hoa Kỳ. Quận lỵ đóng ở Seatle. Hai phần ba dân số sinh sống ở quận lỵ.

## Địa lý
Theo Cục điều tra dân số Hoa Kỳ, quận có diện tích km2, trong đó có km2 là diện tích mặt nước.